# Villa Majorana
Villa Majorana è una dimora di Catania, costruita su commissione negli anni 1910 come residenza di famiglia, mantiene ancora oggi questo ruolo. Si trova in via Androne, 36. L'edificio, che possiede un disegno tradizionale ed echi secessionisti, fu progettata dall'architetto catanese Francesco Fichera, coadiuvato dall'ingegnere Gioacchino Luigi Mellucci.